# Kândal
La província de Kandal és una província de Cambotja i la seva capital és la ciutat de Ta Khmau. La paraula "kandal" traduït en llengua khmer "central", és a dir "província central". La província ocupa la plana central cambotjana i és creuada pel riu Mekong el qual es torna ampli i amb nombroses illes habitades. Les àrees del riu són totes centre important del turisme i lleure, així com de la pesca. La Província és a més una de les més poblades del país, gràcies també a la seva estreta relació amb la capital nacional, Phnom Penh. Els límits de la Província són: Al nord Província de Kampong Cham, a l'est Província de Prey Veng, al sud Província de Takéo i Golf de Tailàndia, i a l'oest Província de Kompung Speu. Al centre de la província hi ha el districte especial de la ciutat Phnom Penh, però aquest no forma part de la jurisdicció de la Província si no que és un territori per si mateix. La Província es divideix en 11 districtes:
- 0801 Kandal Stueng
- 0802 Kien Svay
- 0803 Khsach Kandal
- 0804 Kaoh Thum
- 0805 Leuk Daek
- 0806 Lvea Em
- 0807 Mukh Kompul
- 0808 Engk Snuol
- 0809 Ponhea Lueu
- 0810 S'ang
- 0811 Ciutat de Ta Khmau

## Història
El nom de "Província Central" (Kaet Kandal en llengua khmer), remet històricament a l'existència d'un territori més gran per al Regne de Cambodja entre la caiguda de l'Imperi Khmer i els ànims expansionistes del Vietnam i Tailàndia fins al segle xix. Amb la inclusió de Kampuchéa Krom, territori cedit per un rei al Vietnam i que avui és part del sud d'aquest país, la Província de Kandal queda al centre del que era Cambotja després de l'Imperi Khmer.
Un dels fets històrics més destacats en la Província és, a més, l'existència del cèlebre Camp de l'Extermini, actual Memorial Choeung Ek, on els khmers rojos executaven i llençaven els cossos de les víctimes del genocidi cambotjà després de ser torturats en S-21. El lloc, conservat com prova del sagnant règim que va governar el país entre 1975 i 1979 es troba a 12 quilòmetres al sud-oest de Phnom Penh.